# Krylja Sowietow Samara
Krylja Sowietow Samara (ros. «Крылья Советов» Самара), właśc. ZAO Profiessionalnyj futbolnyj kłub „Krylja Sowietow” (ros. ЗАО Профессиональный футбольный клуб «Крылья Советов») – rosyjski klub piłkarski z Samary, założony 12 kwietnia 1942. Brązowy medalista Mistrzostw Rosji 2004, dwukrotny finalista Pucharu ZSRR 1953 i 1964, dwukrotny finalista Pucharu Rosji 2003/2004 i 2020/2021.

## Dotychczasowe nazwy
- 1942–1953: Zenit Kujbyszew («Зенит» Куйбышев)
- 1954–1990: Krylja Sowietow Kujbyszew («Крылья Советов» Куйбышев)
- 1991–: Krylja Sowietow Samara («Крылья Советов» Самара)

## Historia
Klub piłkarski Zenit Kujbyszew został założony w 1942 roku w Kujbyszewie. Swój pierwszy mecz w Pucharze ZSRR rozegrali oni 30 lipca 1944 roku, kiedy to przegrali w 1/16 finału z Lokomotiwem Moskwa 1–5. Pierwszy mecz w mistrzostwach Związku Radzieckiego z udziałem Krylii miał miejsce 4 czerwca 1945 na stadionie Lokomotiwu Kujbyszew z zespołem Torpedo Gorki. Drużyna z Samary zremisowała 1–1. W 1946 klub awansował do najwyższej klasy rozgrywkowej, gdzie zadebiutował 21 kwietnia 1946 przegrywając 1–2 z Zenitem Leningrad.
W 1954 roku klub zmienił nazwę na Krylja Sowietow (tzn. Skrzydła Rad). Zmiana nazwy z Krylja Sowietow Kujbyszew na Krylja Sowietow Samara była spowodowana przywróceniem historycznej nazwy miasta.
W latach 1992–2014 klub nieprzerwanie grał w najwyższej klasie rozgrywkowej, zajmując trzecią lokatę w sezonie 2004 oraz dwukrotnie kończąc sezon na piątym miejscu.
6 lipca 2002 piłkarze Krylji Sowietow zagrali swój pierwszy mecz w europejskich pucharach, w drugiej rundzie Pucharu Intertoto UEFA pokonali łotewski FK Dinaburg 3–0. W sezonie 2005/2006 występowali w Pucharze UEFA, w którym pokonali w 1. rundzie BATE Borysów z Białorusi, lecz następnie nie sprostali holenderskiemu AZ Alkmaar w meczach o wejście do fazy grupowej.
W sezonie 2013/2014 klub zajął czternaste miejsce w Premjer-Lidze, co skutkowało koniecznością rozegrania baraży z Torpedo Moskwa, w których lepszy okazał się zespół z Moskwy. Drużyna Krylji Sowietow spadła do Pierwszej Dywizji. Sezon 2014/15 Samarcy zakończyli na pierwszym miejscu awansując bezpośrednio do ekstraklasy. Po zajęciu piętnastego miejsca w sezonie 2016/2017 klub ponownie spadł do Pierwszej Dywizji, by sezon później wywalczyć powrót do Premjer-Ligi zajmując drugie miejsce na drugim szczeblu rozgrywkowym. W sezonie 2019/2020 klub zajął przedostatnie, piętnaste, miejsce w lidze i ponownie spadł do Pierwszej Dywizji, jednak już po jednym sezonie wrócił w szeregi rosyjskiej ekstraklasy, zdobywając mistrzostwo drugiego szczebla rozgrywek z 101 punktami po 42. kolejkach.

## Europejskie puchary
Legenda do wszystkich tabel:
- Q – runda eliminacyjna, 1/16, 1/8, 1/4, 1/2 – odpowiednia faza rozgrywek, Grupa – runda grupowa, 1r gr – pierwsza runda grupowa, 2r gr – druga runda grupowa, F – finał, R – runda, PO – play-off
- k. – rzuty karne, los. – losowanie, Dogr. – dogrywka, w. – zasada bramek strzelonych na wyjeździe

| Sezon   | Rozgrywki        | Runda | Przeciwnik             | Dom | Wyjazd | Ogólnie |
| ------- | ---------------- | ----- | ---------------------- | --- | ------ | ------- |
| 2002    | Puchar Intertoto | 2R    | FK Dinaburg            | 3–0 | 1–0    | 4–0     |
| 2002    | Puchar Intertoto | 3R    | Willem II Tilburg      | 3–1 | 0–2    | 3–3, w. |
| 2005/06 | Puchar UEFA      | 2Q    | BATE Borysów           | 2–0 | 2–0    | 4–0     |
| 2005/06 | Puchar UEFA      | 1R    | AZ Alkmaar             | 5–3 | 1–3    | 6–6, w. |
| 2009/10 | Liga Europy      | 3Q    | St. Patrick’s Athletic | 3–2 | 0–1    | 3–3, w. |

## Sukcesy
| \| \| Zdobyte trofea w rozgrywkach Związku Radzieckiego (stan na: 1991, rozpad ZSRR) \| |                                                                                |      |            |
| Rozgrywki                                                                               | Osiągnięcie                                                                    | Razy | Sezon(y)   |
| Mistrzostwo                                                                             | I miejsce                                                                      | –    |            |
| Mistrzostwo                                                                             | II miejsce                                                                     | –    |            |
| Mistrzostwo                                                                             | III miejsce                                                                    | –    |            |
| Puchar                                                                                  | zdobywca                                                                       | –    |            |
| Puchar                                                                                  | finalista                                                                      | 2    | 1953, 1964 |
|                                                                                         | Zdobyte trofea w rozgrywkach Związku Radzieckiego (stan na: 1991, rozpad ZSRR) |      |            |

| \| \| Zdobyte trofea w rozgrywkach Rosji (stan na: koniec sezonu 2020/21) \| |                                                                     |      |            |
| Rozgrywki                                                                    | Osiągnięcie                                                         | Razy | Sezon(y)   |
| · Mistrzostwo                                                                | I miejsce                                                           | –    |            |
| · Mistrzostwo                                                                | II miejsce                                                          | –    |            |
| · Mistrzostwo                                                                | III miejsce                                                         | 1    | 2004       |
| · Puchar                                                                     | zdobywca                                                            | –    |            |
| · Puchar                                                                     | finalista                                                           | 2    | 2004, 2021 |
| II liga                                                                      | I miejsce                                                           | 2    | 2015, 2021 |
| II liga                                                                      | II miejsce                                                          | 1    | 2018       |
| II liga                                                                      | III miejsce                                                         | –    |            |
| Rosja                                                                        | Zdobyte trofea w rozgrywkach Rosji (stan na: koniec sezonu 2020/21) |      |            |

## Zawodnicy
Skład na dzień 26 maja 2021
| Nr | Poz. | Piłkarz                |
| -- | ---- | ---------------------- |
| 1  | BR   | Iwan Łomajew           |
| 2  | OB   | Władimir Połujachtow   |
| 3  | OB   | Nikita Czernow         |
| 4  | OB   | Aleksandr Sołdatienkow |
| 5  | OB   | Jurij Gorszkow         |
| 6  | PO   | Dienis Jakuba          |
| 7  | PO   | Safaa Hadi             |
| 8  | PO   | Maksim Witiugow        |
| 10 | NA   | Władisław Sarwieli     |
| 11 | NA   | Roman Jeżow            |
| 12 | NA   | Siarhiej Karnilenka    |
| 16 | PO   | Ricardo Silva          |
| 17 | PO   | Anton Zinkowski        |
| 18 | PO   | Mehdi Zeffane          |

| Nr | Poz. | Piłkarz              |
| -- | ---- | -------------------- |
| 19 | NA   | Dmitrij Cypczenko    |
| 22 | PO   | Dmitrij Jefriemow    |
| 23 | PO   | Dmitrij Kombarow     |
| 33 | NA   | Iwan Siergiejew      |
| 35 | OB   | Dzmitryj Pryszczepa  |
| 37 | BR   | Jewgienij Frołow     |
| 47 | OB   | Siergiej Bożyn       |
| 50 | OB   | Maksim Karpow        |
| 52 | PO   | Daniła Smirnow       |
| 69 | NA   | Jegor Golenkow       |
| 77 | NA   | Dmitrij Kabutow      |
| 81 | BR   | Bogdan Owsiannikow   |
| 84 | PO   | Alexandru Gațcan (c) |

## Trenerzy
- Wiktor Nowikow (1945–1946)
- Aleksandr Abramow (1947–1952)
- Pietr Burmistrow (1953–1954)
- Wiaczesław Sołowjow (1954–1957)
- Aleksandr Abramow (1958–1960)
- Wiktor Karpow (1961–1969)
- Wsiewołod Blinkow (1969–1971)
- Giennadij Saryczew (1972)
- Wiktor Kirsz (1973–1977)
- Ołeksandr Hułewski (1978)
- Wiktor Kirsz (1979)
- Alfried Fiodorow (1980)
- Boris Strielcow (1981)
- Giennadij Saryczew (1981–1985)
- Wiktor Łukaszenko (1986–1988)
- / Wiktor Antichowicz (1989–1993)
- Walerij Bogdanow (1994)
- Aleksandr Awierjanow (1994–1998)
- Aleksandr Tarchanow (1999–2003)
- Gadży Gadżyjew (2003–2006)
- Siergiej Oborin (2006–2007)
- Aleksandr Tarchanow (2007)
- Leonid Słucki (2007–2009)
- Jurij Gazzajew (2009–2010)
- Aleksandr Tarchanow (2010–2011)
- Andriej Kobielew (2011–2012)
- Aleksandr Cygankow (2012, tymczasowo)
- Gadży Gadżyjew (2012–2013)
- Aleksandr Cygankow (2013–2014)
- Władimir Kuchlewskij (2014, tymczasowo)
- Franky Vercauteren (2014–2016)
- Wadzim Skrypczanka (2016–2017)
- Andriej Tichonow (2017–2018)
- Władimir Kuchlewskij (2018, tymczasowo)
- Miodrag Božović (2018–2020)
- Andriej Tałałajew (2020)
- Igor Osinkin (od 2020)

## Piłka nożna plażowa
Drużyna piłki nożnej plażowej Krylii Sowietow powstała 9 czerwca 2010 na bazie klubu Samara Sputnik. Drużyna uczestniczy w turniejach organizowanych przez Rosyjski Związek Piłki Nożnej.

### Osiągnięcia drużyny plażowej
- Puchar Rosji w piłce nożnej plażowej – 2010
- wicemistrz Rosji w piłce nożnej plażowej – 2015
- trzecie miejsce w Mistrzostwach Rosji w piłce nożnej plażowej – 2011.